# Горохолин Ліс
Горохолин Ліс (в народі — Горохолина Ліс) — село в Україні, у Івано-Франківському районі Івано-Франківської області. Входить до складу Богородчанської селищної громади.

## Розташування
Село Горохолин Ліс знаходиться на височині висотою близько 432 м, що перевищує рівень сусіднього села Горохолина (348 м). Поруч із селом розташована гора Горохолинська (439 м). Через село протікає річка Горохолина, а на його околицях — річка Лукавець і водойма Чортикове озеро. До села можна дістатися через село Горохолина по вул. Брукованій або трасою Н09 по вул. Чорновола[джерело?].

## Історія

### Історія назви та заснування
Раніше село було частиною села Горохолина, але через розташування поселення в лісі до назви додавали слово "Ліс". У народі казали просто: "Йдемо до Горохолини лісу", тому до цієї місцевості закріпилась така назва.
З часом поселення відділилось від основного села. Тому село є нащадком Горохолини.
Про село відомо з XIX століття, згідно Австро-Угорській мапі західної України 1869-1912 року. На мапі поселення позначено як Горохолина.

### Адміністративні суперечки
7 червня 1946 року указом Президії Верховної Ради УРСР село Горохолина Ліс було перейменовано на Горохолина. Унаслідок цього в районі виникли два села з однаковою назвою та дві сільради. Для розрізнення 30 липня 1946 року Богородчанський райвиконком ухвалив рішення №140/23 назвати сільраду першого села Горохолина — Горохолинською №1, а сільраду колишнього села Горохолина Ліс — Горохолинською №2.
Зараз обидва села підпорядковані Горохолинській сільській раді. Посаду сільського голови обіймає Ярослав Середюк. Населення — 663 людей (2001).

### Історія кінематографу
Село відоме тим, що в ньому велися зйомки фільму «Вій» — художній фільм, знятий у 1967 році в СРСР за повістю Миколи Гоголя.

## Населення

### Мова
Розподіл населення за рідною мовою за даними перепису 2001 року:
| Мова       | Кількість | Відсоток |
| ---------- | --------- | -------- |
| українська | 660       | 99.55%   |
| російська  | 2         | 0.30%    |
| румунська  | 1         | 0.15%    |
| Усього     | 663       | 100%     |